# William Dieterle
William Dieterle (n. 15 iulie 1893, Ludwigshafen am Rhein, Germania – d. 9 decembrie 1972, Ottobrunn, Bavaria, Germania) a fost un actor german și regizor, care a lucrat la Hollywood o lungă perioadă din cariera sa.

## Biografie
El a regizat primul său film în 1923,  Der Mensch am Wege (Omul pe drum), în care a apărut și tânăra Marlene Dietrich, dar el a revenit la cariera actoricească pentru mai mulți ani și a apărut în numeroase filme, cela mai notabile fiind Das Wachsfigurenkabinett (Lucrări de ceară) (1924) și F.W. Murnau's Faust (1926). În 1927, Dieterle și soția sa, Charlotte Hagenbruch, au format o companie de producție proprie și a reînceput să regizeze filme, cum ar fi Sex in Chains (Sex în lanțuri) (1928), în care a jucat, de asemenea, rolul principal.

## Filmografie
- 1923 Der Mensch am Wege
- 1927 Behind The Altar
- 1928 The Saint and Her Fool; Sex in Chains
- 1929 Durchs Brandenburger Tor. Solang noch Untern Linden
- 1929 Ich liebe für Dich
- 1929 Frühlingsrauschen
- 1929 Das Schweigen im Walde

- 1930 The Costume Falls
- 1930 Kismet
- 1930 Ludwig der Zweite, König von Bayern
- 1930 The Dance Goes On
- 1931 The Last Flight
- 1931 Dämon des Meeres
- 1931 Eine Stunde Glück
- 1931 Her Majesty, Love
- 1932 Man Wanted
- 1932 Jewel Robbery
- 1932 The Crash
- 1932 Six Hours to Live
- 1932 Scarlet Dawn
- 1933 Lawyer Man
- 1933 Grand Slam
- 1933 Adorable
- 1933 The Devil's in Love
- 1933 Female
- 1933 From Headquarters
- 1934 Fog Over Frisco
- 193 Fashions of 1934
- 1934 Dr Monica
- 1934 Madame Du Barry
- 1934 The Firebird
- 1934 The Secret Bride
- 1935 A Midsummer Night's Dream
- 1935 Dr Socrates
- 1935 The Story of Louis Pasteur
- 1936 The White Angel; Satan Met a Lady
- 1937 The Great O'Malley
- 1937 The Prince and the Pauper
- 1937 Another Dawn
- 1937 Viața lui Émile Zola (The Life of Emile Zola)
- 1938 Blockade
- 1939 Juarez
- 1939 The Hunchback of Notre Dame

- 1940 The Magic Bullet; A Dispatch from Reuter's
- 1941 The Devil and Daniel Webster
- 1942 Syncopation; Tennessee Johnson
- 1944 Kismet; I'll Be Seeing You
- 1945 Love Letters
- 1945 This Love of Ours
- 1946 The Searching Wind
- 1946 Duel in the Sun (necreditat)
- 1948 Portrait of Jennie
- 1949 The Accused
- 1949 Rope of Sand

- 1950 Paid in Full
- 1950 Vulcano
- 1950 September Affair
- 1950 Orașul întunecat (Dark City)
- 1951 Peking Express
- 1951 Red Mountain
- 1952 Boots Malone
- 1952 The Turning Point
- 1953 Salome
- 1954 Elephant Walk
- 1955 Magic Fire
- 1956 Screen Directors Playhouse (TV)
- 1956 Le Choix de... (TV)
- 1957 Omar Khayyam
- 1959 Il Vendicatore

- 1960 Die Herrin der Welt - Teil II
- 1960 Ich fand Julia Harrington
- 1960 Fastnachtsbeichte
- 1960 Les Mystères d'Angkor
- 1961 Die Große Reise (TV)
- 1962 Gabriel Schillings Flucht (TV)
- 1962 Das Vergnügen, anständig zu sein (TV)
- 1962 Antigone (TV)
- 1964 The Confession
- 1966 Samba (TV)